# Гоенгагейзен
Гоенгагейзен (нід. Goëngahuizen) — селище в нідерландській провінції Фрисландія. Входить до муніципалітету Смаллінгерланд.
Його площа становить 8,48 км², а населення станом на 2021 рік складало 55 осіб.
Перша згадка про населений пункт датується 1573 роком.

## Галерея

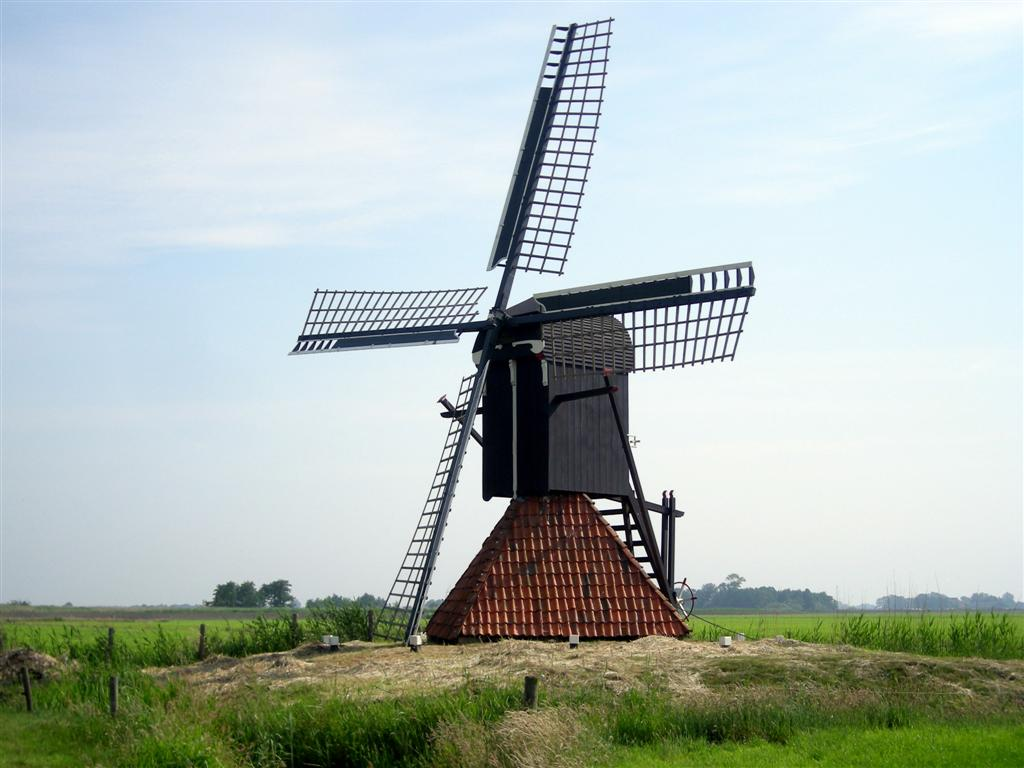
Вітряк De Jansmolen
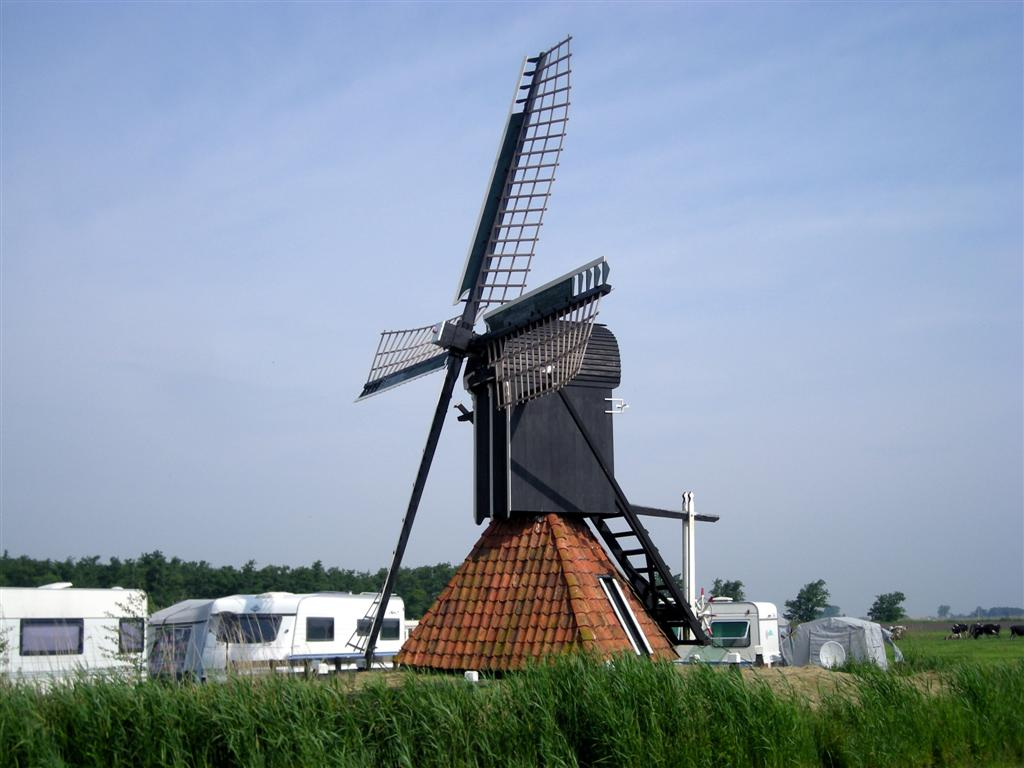
Вітряк De Modderige Bol
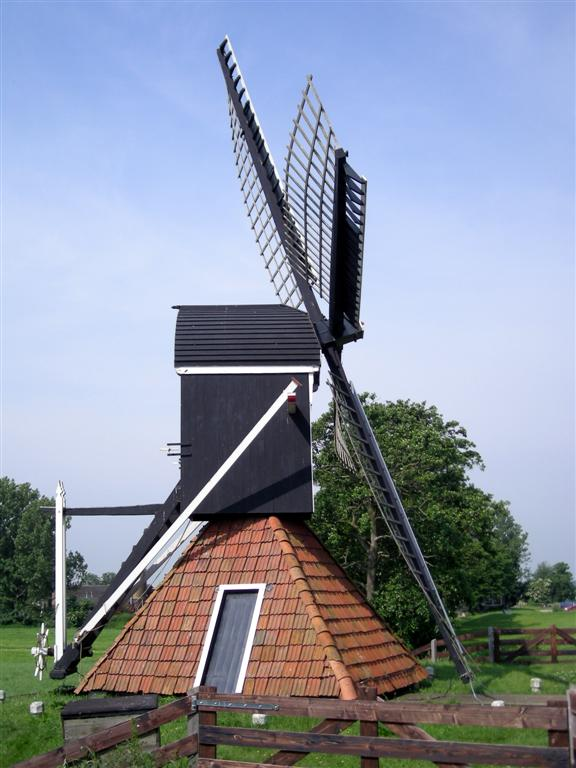
Вітряк Heechheim